# 黑馬戈爾縣
黑馬戈爾縣（德語：Bezirk Hermagor）是奧地利克恩頓州的一個縣，位於該州的西南部。面積808.0平方公里。2001年人口19,757人。縣治黑马戈尔-普雷塞格塞。
下分7個市镇，其中1个城市，2集镇，4个普通市镇。本縣縣名來自一位早期基督教聖人赫爾瑪格拉斯。